# Oreobates saxatilis
Oreobates saxatilis es una especie de anfibio anuro de la familia Craugastoridae.

## Distribución geográfica
Esta especie es endémica del Perú. Habita en las regiones de San Martín y Junín entre los 360 y 680 m de altitud.

## Descripción
Oreobates saxatilis mide hasta 51 mm para los machos y 63 mm para las hembras. Su cuerpo es robusto. Su parte posterior es una mezcla de marrón, rojo y leonado, y su lado ventral es de color blanco grisáceo.

## Etimología
Su nombre de especie, del latín saxatilis, significa "que vive en las rocas", y le fue dado en referencia a su biotopo.

## Publicación original
- Duellman, 1990 : A new species of leptodactylid frog, genus Ischnocnema, from Peru. Occasional Papers of the Museum of Natural History University of Kansas, vol. 138, p. 1-7[6]